# Стриганов Сергій Романович
Сергій Романович Стрига́нов (нар. 1916 — пом. 1985) — радянський дипломат; надзвичайний і повноважний посол.

## Біографія
Народився у 1916 році. Член ВКП(б). 1939 року закінчив Московський педагогічний державний університет. На дипломатичній роботі з 1939 року:
- у 1939—1941 роках — співробітник центрального апарату Народного комісаріату закордонних справ СРСР;
- у 1941 році — співробітник посольства СРСР у Німеччині;
- у 1941—1943 роках — співробітник посольства СРСР в Ірані;
- у 1943—1946 роках — співробітник центрального апарату НКЗС СРСР;
- у 1946—1949 роках — 1-й секретар посольства СРСР у США;
- у 1949—1955 роках — співробітник центрального апарату МЗС СРСР;
- у 1955—1958 роках — радник посольства СРСР у США;
- у 1958—1960 роках — заступник завідувача Відділу країн Америки МЗС СРСР;
- з 14 грудня 1960 року по 19 грудня 1964 року — надзвичайний і повноважний посланник СРСР в Уругваї;
- з 19 грудня 1964 року по 3 серпня 1965 року — надзвичайний і повноважний посол СРСР в Уругваї;
- у 1965—1978 роках — співробітник центрального апарату МЗС СРСР;
- з 27 вересня 1978 року по 17 червня 1983 року — надзвичайний і повноважний посол СРСР в Аргентині.

Помер у 1985 році.